# 新保大橋
新保大橋（しんぼおおはし）は、富山県富山市の神通川に架かる富山中部広域農道の橋である。
橋の名称は、右岸側の地名からとられている。

## 橋データ
- 左岸 - 富山県富山市婦中町青島
- 右岸 - 富山県富山市新保
- 橋の構造 - PC連続箱桁橋[1]
- 橋長 - 399.7 m[1]
- 幅員 - 10 m[1]（上下各1車線の両側の歩道1.5m[2]）
- 総工費 - 約10億5,200万円[2]
- 着工 - 1980年[2]
- 竣工 - 1984年3月16日[2]
- 渡橋式 - 1984年3月17日[2]

## 備考
富山空港に近くその進入路にあたるため、12基の照明灯の高さを4.5 mに抑え、光源を真下に向けるなどの工夫が施されている。